# Болев дол
Болѐв дол или Больев дол (местно произношение Больѐв дол, на сръбски: Бољев Дол или Boljev Dol) е село в Западните покрайнини, община Цариброд, Пиротски окръг, Сърбия. През 2020 година селото има двама жители.

## География
Болев дол е разположено в горист район в източната част на котловината Висок, на около 30 километра северно от Цариброд. Намира се на 40 километра от Пирот.
Общата площ на землището на селото е 758 хектара.

## История
Край Больев дол е намерена каменна брадва от енеолита.
Според Йордан Заимов етимологията на името е от диалектното боле, болье „повече“, „по-добре“. Сравними са местното име Боли връх при Хърсово, Петричко, личното име Болислав в Петричко и Пазарджишко, местните име Болева ливада при Коприва, Кюстендилско, Болевеец при Тишаново, Кюстендилско, Больовска махала при Пелатиково, Кюстендилско, Болетин в Тетовско.
Селото се споменава в османски списък на тимари от ХV век с 12 домакинства и приход от 830 акчета.
По време на кратката сръбска окупация през 1878 година и първата половина на 1879 година Больев дол спада към Височкия срез на Пиротски окръг. В Княжество България селото е включено в Царибродска околия, Трънски окръг.
При включването на България в Първата световна война, към 1 октомври 1915 година в Болев дол е разположен щабът на 16-и Ловчански полк.
От ноември 1920 година до април 1941 година и от 1944 година селото е в състава на Сърбия (Кралство на сърби, хървати и словенци, Югославия).
През 1919-1920 година 79 глави на семейства от селото се подписват срещу решенията на Ньойския договор за откъсването му от България.

## Население
Населението му от 2002 г. е 8 души, всички българи. През 1991 г. селото е имало 29 жители, а в 1948 - 251.

## Културни и природни забележителности
Църквата „Св. Архангел Михаил“ в Больев дол е разположена на 1 км североизточно от селото. Тя е във форма на удължен правоъгълник 8,2 х 4,5 м и се приема за една от най-старите запазени църкви в Царибродско. Изградена е от камък и е покрита с каменни плочи. На източната и южната ѝ страна са запазени няколко слоя стенописи от периода XVII-ХІХ век. В 1984 година е обявена за паметник на културата.

## Други
През 2008 година е създаден документалният филм "251-249=2", посветен на Болев дол и двамата жители, останали в селото – Михаил Васов и Тодор Апостолов.

## Личности
- Георги Попниколов – просветен деец, писател, директор на училища в Цариброд, Трън и София.[15]
- Милорад Геров (1938) – художник[16]
- Никола (Кола, Кола) – майстор-сторител от Славинския строителен център, построил съборните черкви в Смиловския и Изатовския манастир.[2]
- Никола Йоцев (1850-?), свещеник и общественик